# مدرسة الحسين بن علي الثانوية
مدرسة الحسين بن علي الثانوية هي مدرسة حكومية للتعليم الثانوي في مدينة الخليل وتتبعُ لمديرية التربية والتعليم وسط الخليل بالضفة الغربية. كانت من أولى المدارس الثانوية في مدينة الخليل، حيث أُنشئت بتمويلٍ ودعمٍ من أهالي مدينة الخليل، بُنيت المدرسة على مساحة تُقدر بـ 29 دونم بالقربِ من عين سارة في عهد الانتداب البريطاني على فلسطين وكانت تُسمَّى كلية حسين ومن ثم صار اسمها مدرسة الحسين بن علي.

## التأسيس
تأسَّست المدرسة عام 1947 خلال فترةِ الانتداب البريطاني على فلسطين، وكانت في البداية مكوَّنة من طابق واحد. بحلول عام 1951 توسَّعت المدرسة وصارت مكوّنة من طابقين وقاعة كبيرة وذلك بالتعاونِ مع بلدية الخليل. أصبحت المدرسة بين عامي 1966 و1967 من أكبر المدارس في الخليل من ناحية السعة الطلابية بمقدار 826 طالبًا. استُكمل في العام 1998 بناء الطابق الثاني بشكل كامل وكلّي ونهائي.

## سعة المدرسة
تضم المدرسة على 20 فصلًا دراسيًا بالإضافة إلى مختبر حاسوب وغرف المعلمين والإدارة وتوجد مختبرات الفيزياء والكيمياء في مبنى مجاور يُسمَّى «المنزل» حيث كان مكان إقامة المعلمين الوافدين سابقًا. بجانب المختبرات، توجد المكتبة التي تحتوي على 10 ألف كتاب مفهرَس.

## انظر ايضًا
- التعليم في فلسطين